# Juliana van Saksen-Coburg-Saalfeld

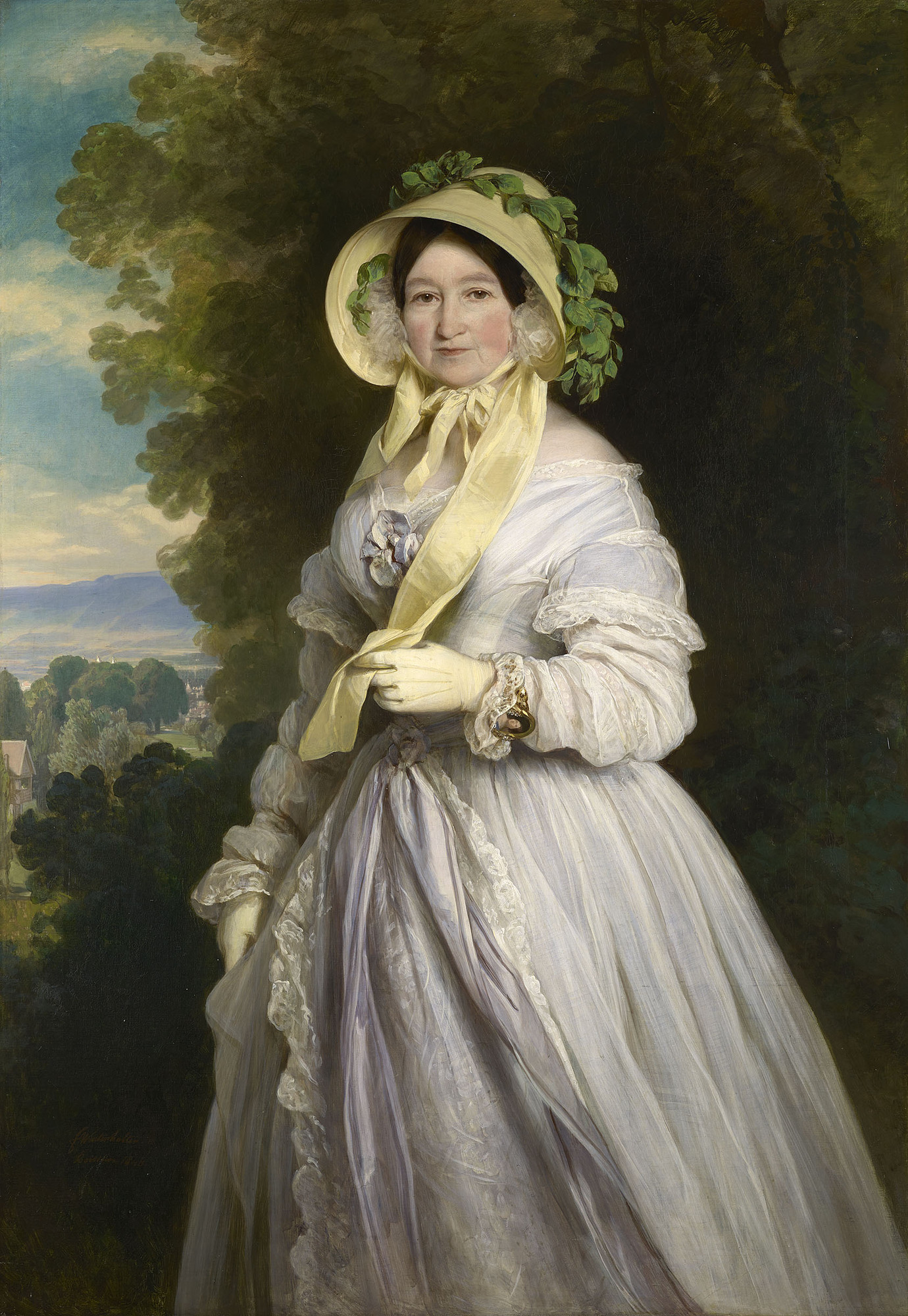
Prinses Juliana van Saksen-Coburg-Saalfeld

Juliana Henriette Ulrike (Coburg, 23 september 1781 – Bern, 15 augustus 1860), prinses van Saksen-Coburg-Saalfeld, hertogin van Saksen, was een Duitse prinses uit het Huis van Saksen-Coburg-Saalfeld. Ze was de derde dochter van hertog Frans van Saksen-Coburg-Saalfeld en de zuster van koning Leopold I van België. Als echtgenote van grootvorst Constantijn Pavlovitsj van Rusland had ze de naam Anna Fjodorovna (Russisch: Анна Фёдоровна).

## Huwelijk
Juliana werd in 1781 geboren als het derde kind en de derde dochter van hertog Frans van Saksen-Coburg-Saalfeld en diens echtgenote Augusta van Reuss-Ebersdorf en Lobenstein. Ze werd op jonge leeftijd door tsarina Catharina II van Rusland uitgekozen om te trouwen met haar kleinzoon Constantijn. De vijftienjarige Juliana bekeerde zich voor haar huwelijk tot de Russisch-orthodoxe Kerk en kreeg de naam Anna Fjodorovna. Op 26 februari 1796 trad Juliana in Sint-Petersburg in het huwelijk met de zeventienjarige Constantijn.
Het was een ongelukkig huwelijk. Anna verliet het Russische hof dan ook in 1801 en keerde terug naar Coburg. Het huwelijk werd echter pas in 1820 ontbonden, waarna Constantijn hertrouwde. Hij stierf in 1831.

## Kinderen
Ondertussen had Anna twee kinderen gekregen van verschillende mannen: een zoon Eduard Edgar Schmidt-Löwe en een dochter Louise Hilda Agnes. Eduard werd door zijn oom, hertog Ernst I van Saksen-Coburg en Gotha, in de adelstand verheven en nam de achternaam “Von Löwenfels” aan in 1818. Eduard trouwde later met zijn nicht Bertha von Schauenstein, die op haar beurt de buitenechtelijke dochter van hertog Ernst I was. Louise trouwde in 1834, maar stierf drie jaar later op vijfentwintigjarig leeftijd.
Anna stierf in 1860 op haar landgoed Elfenau in Bern.

## Kwartierstaat
| Frans Jozias van Saksen-Coburg-Saalfeld (1697-1764) | Frans Jozias van Saksen-Coburg-Saalfeld (1697-1764) | Frans Jozias van Saksen-Coburg-Saalfeld (1697-1764) | Frans Jozias van Saksen-Coburg-Saalfeld (1697-1764) | Frans Jozias van Saksen-Coburg-Saalfeld (1697-1764)   | Frans Jozias van Saksen-Coburg-Saalfeld (1697-1764)   | Anna Sophia van Schwarzburg-Rudolstadt (1700-1780)    | Anna Sophia van Schwarzburg-Rudolstadt (1700-1780)    | Anna Sophia van Schwarzburg-Rudolstadt (1700-1780)    | Anna Sophia van Schwarzburg-Rudolstadt (1700-1780)    | Anna Sophia van Schwarzburg-Rudolstadt (1700-1780) | Anna Sophia van Schwarzburg-Rudolstadt (1700-1780) |                                                   |                                                   | Ferdinand Albrecht II van Brunswijk-Wolfenbüttel (1680-1735) | Ferdinand Albrecht II van Brunswijk-Wolfenbüttel (1680-1735) | Ferdinand Albrecht II van Brunswijk-Wolfenbüttel (1680-1735) | Ferdinand Albrecht II van Brunswijk-Wolfenbüttel (1680-1735) | Ferdinand Albrecht II van Brunswijk-Wolfenbüttel (1680-1735) | Ferdinand Albrecht II van Brunswijk-Wolfenbüttel (1680-1735) | Antoinette Amalia van Brunswijk-Wolfenbüttel (1696-1772) | Antoinette Amalia van Brunswijk-Wolfenbüttel (1696-1772) | Antoinette Amalia van Brunswijk-Wolfenbüttel (1696-1772) | Antoinette Amalia van Brunswijk-Wolfenbüttel (1696-1772) | Antoinette Amalia van Brunswijk-Wolfenbüttel (1696-1772) | Antoinette Amalia van Brunswijk-Wolfenbüttel (1696-1772) |                                                |                                                | Hendrik XXIX van Reuss-Ebersdorf (1699-1747)   | Hendrik XXIX van Reuss-Ebersdorf (1699-1747)   | Hendrik XXIX van Reuss-Ebersdorf (1699-1747) | Hendrik XXIX van Reuss-Ebersdorf (1699-1747) | Hendrik XXIX van Reuss-Ebersdorf (1699-1747)                          | Hendrik XXIX van Reuss-Ebersdorf (1699-1747)                          | Sophie Theodora van Castell-Remlingen (1703-1777)                     | Sophie Theodora van Castell-Remlingen (1703-1777)                     | Sophie Theodora van Castell-Remlingen (1703-1777)                     | Sophie Theodora van Castell-Remlingen (1703-1777)                     | Sophie Theodora van Castell-Remlingen (1703-1777)     | Sophie Theodora van Castell-Remlingen (1703-1777)     |                                                       |                                                       | Georg August van Erbach-Schönberg (1691-1758)         | Georg August van Erbach-Schönberg (1691-1758)         | Georg August van Erbach-Schönberg (1691-1758)       | Georg August van Erbach-Schönberg (1691-1758)       | Georg August van Erbach-Schönberg (1691-1758)       | Georg August van Erbach-Schönberg (1691-1758)       | Ferdinande Henriette van Stolberg-Gedern (1699-1750) | Ferdinande Henriette van Stolberg-Gedern (1699-1750) | Ferdinande Henriette van Stolberg-Gedern (1699-1750) | Ferdinande Henriette van Stolberg-Gedern (1699-1750) | Ferdinande Henriette van Stolberg-Gedern (1699-1750) | Ferdinande Henriette van Stolberg-Gedern (1699-1750) |  |  |  |  |  |  |  |  |  |  |  |  |  |  |  |  |  |  |  |  |  |  |  |  |  |  |  |  |  |  |  |  |  |  |  |  |  |  |  |  |  |  |  |  |  |  |  |  |
| Frans Jozias van Saksen-Coburg-Saalfeld (1697-1764) | Frans Jozias van Saksen-Coburg-Saalfeld (1697-1764) | Frans Jozias van Saksen-Coburg-Saalfeld (1697-1764) | Frans Jozias van Saksen-Coburg-Saalfeld (1697-1764) | Frans Jozias van Saksen-Coburg-Saalfeld (1697-1764)   | Frans Jozias van Saksen-Coburg-Saalfeld (1697-1764)   | Anna Sophia van Schwarzburg-Rudolstadt (1700-1780)    | Anna Sophia van Schwarzburg-Rudolstadt (1700-1780)    | Anna Sophia van Schwarzburg-Rudolstadt (1700-1780)    | Anna Sophia van Schwarzburg-Rudolstadt (1700-1780)    | Anna Sophia van Schwarzburg-Rudolstadt (1700-1780) | Anna Sophia van Schwarzburg-Rudolstadt (1700-1780) |                                                   |                                                   | Ferdinand Albrecht II van Brunswijk-Wolfenbüttel (1680-1735) | Ferdinand Albrecht II van Brunswijk-Wolfenbüttel (1680-1735) | Ferdinand Albrecht II van Brunswijk-Wolfenbüttel (1680-1735) | Ferdinand Albrecht II van Brunswijk-Wolfenbüttel (1680-1735) | Ferdinand Albrecht II van Brunswijk-Wolfenbüttel (1680-1735) | Ferdinand Albrecht II van Brunswijk-Wolfenbüttel (1680-1735) | Antoinette Amalia van Brunswijk-Wolfenbüttel (1696-1772) | Antoinette Amalia van Brunswijk-Wolfenbüttel (1696-1772) | Antoinette Amalia van Brunswijk-Wolfenbüttel (1696-1772) | Antoinette Amalia van Brunswijk-Wolfenbüttel (1696-1772) | Antoinette Amalia van Brunswijk-Wolfenbüttel (1696-1772) | Antoinette Amalia van Brunswijk-Wolfenbüttel (1696-1772) |                                                |                                                | Hendrik XXIX van Reuss-Ebersdorf (1699-1747)   | Hendrik XXIX van Reuss-Ebersdorf (1699-1747)   | Hendrik XXIX van Reuss-Ebersdorf (1699-1747) | Hendrik XXIX van Reuss-Ebersdorf (1699-1747) | Hendrik XXIX van Reuss-Ebersdorf (1699-1747)                          | Hendrik XXIX van Reuss-Ebersdorf (1699-1747)                          | Sophie Theodora van Castell-Remlingen (1703-1777)                     | Sophie Theodora van Castell-Remlingen (1703-1777)                     | Sophie Theodora van Castell-Remlingen (1703-1777)                     | Sophie Theodora van Castell-Remlingen (1703-1777)                     | Sophie Theodora van Castell-Remlingen (1703-1777)     | Sophie Theodora van Castell-Remlingen (1703-1777)     |                                                       |                                                       | Georg August van Erbach-Schönberg (1691-1758)         | Georg August van Erbach-Schönberg (1691-1758)         | Georg August van Erbach-Schönberg (1691-1758)       | Georg August van Erbach-Schönberg (1691-1758)       | Georg August van Erbach-Schönberg (1691-1758)       | Georg August van Erbach-Schönberg (1691-1758)       | Ferdinande Henriette van Stolberg-Gedern (1699-1750) | Ferdinande Henriette van Stolberg-Gedern (1699-1750) | Ferdinande Henriette van Stolberg-Gedern (1699-1750) | Ferdinande Henriette van Stolberg-Gedern (1699-1750) | Ferdinande Henriette van Stolberg-Gedern (1699-1750) | Ferdinande Henriette van Stolberg-Gedern (1699-1750) |  |  |  |  |  |  |  |  |  |  |  |  |  |  |  |  |  |  |  |  |  |  |  |  |  |  |  |  |  |  |  |  |  |  |  |  |  |  |  |  |  |  |  |  |  |  |  |  |
|                                                     |                                                     |                                                     |                                                     |                                                       |                                                       |                                                       |                                                       |                                                       |                                                       |                                                    |                                                    |                                                   |                                                   |                                                              |                                                              |                                                              |                                                              |                                                              |                                                              |                                                          |                                                          |                                                          |                                                          |                                                          |                                                          |                                                |                                                |                                                |                                                |                                              |                                              |                                                                       |                                                                       |                                                                       |                                                                       |                                                                       |                                                                       |                                                       |                                                       |                                                       |                                                       |                                                       |                                                       |                                                     |                                                     |                                                     |                                                     |                                                      |                                                      |                                                      |                                                      |                                                      |                                                      |  |  |  |  |  |  |  |  |  |  |  |  |  |  |  |  |  |  |  |  |  |  |  |  |  |  |  |  |  |  |  |  |  |  |  |  |  |  |  |  |  |  |  |  |  |  |  |  |
|                                                     |                                                     |                                                     |                                                     | Ernst Frederik van Saksen-Coburg-Saalfeld (1724–1800) | Ernst Frederik van Saksen-Coburg-Saalfeld (1724–1800) | Ernst Frederik van Saksen-Coburg-Saalfeld (1724–1800) | Ernst Frederik van Saksen-Coburg-Saalfeld (1724–1800) | Ernst Frederik van Saksen-Coburg-Saalfeld (1724–1800) | Ernst Frederik van Saksen-Coburg-Saalfeld (1724–1800) |                                                    |                                                    |                                                   |                                                   |                                                              |                                                              | Sofie Antoinette van Brunswijk-Wolfenbüttel (1724-1802)      | Sofie Antoinette van Brunswijk-Wolfenbüttel (1724-1802)      | Sofie Antoinette van Brunswijk-Wolfenbüttel (1724-1802)      | Sofie Antoinette van Brunswijk-Wolfenbüttel (1724-1802)      | Sofie Antoinette van Brunswijk-Wolfenbüttel (1724-1802)  | Sofie Antoinette van Brunswijk-Wolfenbüttel (1724-1802)  |                                                          |                                                          |                                                          |                                                          |                                                |                                                |                                                |                                                |                                              |                                              | Hendrik XXIV van Reuss-Ebersdorf (1724-1779)                          | Hendrik XXIV van Reuss-Ebersdorf (1724-1779)                          | Hendrik XXIV van Reuss-Ebersdorf (1724-1779)                          | Hendrik XXIV van Reuss-Ebersdorf (1724-1779)                          | Hendrik XXIV van Reuss-Ebersdorf (1724-1779)                          | Hendrik XXIV van Reuss-Ebersdorf (1724-1779)                          |                                                       |                                                       |                                                       |                                                       |                                                       |                                                       | Caroline Ernestine van Erbach-Schönberg (1727-1796) | Caroline Ernestine van Erbach-Schönberg (1727-1796) | Caroline Ernestine van Erbach-Schönberg (1727-1796) | Caroline Ernestine van Erbach-Schönberg (1727-1796) | Caroline Ernestine van Erbach-Schönberg (1727-1796)  | Caroline Ernestine van Erbach-Schönberg (1727-1796)  |                                                      |                                                      |                                                      |                                                      |  |  |  |  |  |  |  |  |  |  |  |  |  |  |  |  |  |  |  |  |  |  |  |  |  |  |  |  |  |  |  |  |  |  |  |  |  |  |  |  |  |  |  |  |  |  |  |  |
|                                                     |                                                     |                                                     |                                                     | Ernst Frederik van Saksen-Coburg-Saalfeld (1724–1800) | Ernst Frederik van Saksen-Coburg-Saalfeld (1724–1800) | Ernst Frederik van Saksen-Coburg-Saalfeld (1724–1800) | Ernst Frederik van Saksen-Coburg-Saalfeld (1724–1800) | Ernst Frederik van Saksen-Coburg-Saalfeld (1724–1800) | Ernst Frederik van Saksen-Coburg-Saalfeld (1724–1800) |                                                    |                                                    |                                                   |                                                   |                                                              |                                                              | Sofie Antoinette van Brunswijk-Wolfenbüttel (1724-1802)      | Sofie Antoinette van Brunswijk-Wolfenbüttel (1724-1802)      | Sofie Antoinette van Brunswijk-Wolfenbüttel (1724-1802)      | Sofie Antoinette van Brunswijk-Wolfenbüttel (1724-1802)      | Sofie Antoinette van Brunswijk-Wolfenbüttel (1724-1802)  | Sofie Antoinette van Brunswijk-Wolfenbüttel (1724-1802)  |                                                          |                                                          |                                                          |                                                          |                                                |                                                |                                                |                                                |                                              |                                              | Hendrik XXIV van Reuss-Ebersdorf (1724-1779)                          | Hendrik XXIV van Reuss-Ebersdorf (1724-1779)                          | Hendrik XXIV van Reuss-Ebersdorf (1724-1779)                          | Hendrik XXIV van Reuss-Ebersdorf (1724-1779)                          | Hendrik XXIV van Reuss-Ebersdorf (1724-1779)                          | Hendrik XXIV van Reuss-Ebersdorf (1724-1779)                          |                                                       |                                                       |                                                       |                                                       |                                                       |                                                       | Caroline Ernestine van Erbach-Schönberg (1727-1796) | Caroline Ernestine van Erbach-Schönberg (1727-1796) | Caroline Ernestine van Erbach-Schönberg (1727-1796) | Caroline Ernestine van Erbach-Schönberg (1727-1796) | Caroline Ernestine van Erbach-Schönberg (1727-1796)  | Caroline Ernestine van Erbach-Schönberg (1727-1796)  |                                                      |                                                      |                                                      |                                                      |  |  |  |  |  |  |  |  |  |  |  |  |  |  |  |  |  |  |  |  |  |  |  |  |  |  |  |  |  |  |  |  |  |  |  |  |  |  |  |  |  |  |  |  |  |  |  |  |
|                                                     |                                                     |                                                     |                                                     |                                                       |                                                       |                                                       |                                                       |                                                       |                                                       | Frans van Saksen-Coburg-Saalfeld (1750-1806)       | Frans van Saksen-Coburg-Saalfeld (1750-1806)       | Frans van Saksen-Coburg-Saalfeld (1750-1806)      | Frans van Saksen-Coburg-Saalfeld (1750-1806)      | Frans van Saksen-Coburg-Saalfeld (1750-1806)                 | Frans van Saksen-Coburg-Saalfeld (1750-1806)                 |                                                              |                                                              |                                                              |                                                              |                                                          |                                                          |                                                          |                                                          |                                                          |                                                          |                                                |                                                |                                                |                                                |                                              |                                              |                                                                       |                                                                       |                                                                       |                                                                       |                                                                       |                                                                       | Augusta van Reuss-Ebersdorf en Lobenstein (1757-1831) | Augusta van Reuss-Ebersdorf en Lobenstein (1757-1831) | Augusta van Reuss-Ebersdorf en Lobenstein (1757-1831) | Augusta van Reuss-Ebersdorf en Lobenstein (1757-1831) | Augusta van Reuss-Ebersdorf en Lobenstein (1757-1831) | Augusta van Reuss-Ebersdorf en Lobenstein (1757-1831) |                                                     |                                                     |                                                     |                                                     |                                                      |                                                      |                                                      |                                                      |                                                      |                                                      |  |  |  |  |  |  |  |  |  |  |  |  |  |  |  |  |  |  |  |  |  |  |  |  |  |  |  |  |  |  |  |  |  |  |  |  |  |  |  |  |  |  |  |  |  |  |  |  |
|                                                     |                                                     |                                                     |                                                     |                                                       |                                                       |                                                       |                                                       |                                                       |                                                       | Frans van Saksen-Coburg-Saalfeld (1750-1806)       | Frans van Saksen-Coburg-Saalfeld (1750-1806)       | Frans van Saksen-Coburg-Saalfeld (1750-1806)      | Frans van Saksen-Coburg-Saalfeld (1750-1806)      | Frans van Saksen-Coburg-Saalfeld (1750-1806)                 | Frans van Saksen-Coburg-Saalfeld (1750-1806)                 |                                                              |                                                              |                                                              |                                                              |                                                          |                                                          |                                                          |                                                          |                                                          |                                                          |                                                |                                                |                                                |                                                |                                              |                                              |                                                                       |                                                                       |                                                                       |                                                                       |                                                                       |                                                                       | Augusta van Reuss-Ebersdorf en Lobenstein (1757-1831) | Augusta van Reuss-Ebersdorf en Lobenstein (1757-1831) | Augusta van Reuss-Ebersdorf en Lobenstein (1757-1831) | Augusta van Reuss-Ebersdorf en Lobenstein (1757-1831) | Augusta van Reuss-Ebersdorf en Lobenstein (1757-1831) | Augusta van Reuss-Ebersdorf en Lobenstein (1757-1831) |                                                     |                                                     |                                                     |                                                     |                                                      |                                                      |                                                      |                                                      |                                                      |                                                      |  |  |  |  |  |  |  |  |  |  |  |  |  |  |  |  |  |  |  |  |  |  |  |  |  |  |  |  |  |  |  |  |  |  |  |  |  |  |  |  |  |  |  |  |  |  |  |  |
|                                                     |                                                     |                                                     |                                                     |                                                       |                                                       |                                                       |                                                       |                                                       |                                                       |                                                    |                                                    |                                                   |                                                   |                                                              |                                                              |                                                              |                                                              |                                                              |                                                              |                                                          |                                                          |                                                          |                                                          |                                                          |                                                          |                                                |                                                |                                                |                                                |                                              |                                              |                                                                       |                                                                       |                                                                       |                                                                       |                                                                       |                                                                       |                                                       |                                                       |                                                       |                                                       |                                                       |                                                       |                                                     |                                                     |                                                     |                                                     |                                                      |                                                      |                                                      |                                                      |                                                      |                                                      |  |  |  |  |  |  |  |  |  |  |  |  |  |  |  |  |  |  |  |  |  |  |  |  |  |  |  |  |  |  |  |  |  |  |  |  |  |  |  |  |  |  |  |  |  |  |  |  |
|                                                     |                                                     |                                                     |                                                     |                                                       |                                                       |                                                       |                                                       |                                                       |                                                       |                                                    |                                                    |                                                   |                                                   |                                                              |                                                              |                                                              |                                                              |                                                              |                                                              |                                                          |                                                          |                                                          |                                                          |                                                          |                                                          |                                                |                                                |                                                |                                                |                                              |                                              |                                                                       |                                                                       |                                                                       |                                                                       |                                                                       |                                                                       |                                                       |                                                       |                                                       |                                                       |                                                       |                                                       |                                                     |                                                     |                                                     |                                                     |                                                      |                                                      |                                                      |                                                      |                                                      |                                                      |  |  |  |  |  |  |  |  |  |  |  |  |  |  |  |  |  |  |  |  |  |  |  |  |  |  |  |  |  |  |  |  |  |  |  |  |  |  |  |  |  |  |  |  |  |  |  |  |
| Sophie van Saksen-Coburg-Saalfeld (1778-1835)       | Sophie van Saksen-Coburg-Saalfeld (1778-1835)       | Sophie van Saksen-Coburg-Saalfeld (1778-1835)       | Sophie van Saksen-Coburg-Saalfeld (1778-1835)       | Sophie van Saksen-Coburg-Saalfeld (1778-1835)         | Sophie van Saksen-Coburg-Saalfeld (1778-1835)         |                                                       |                                                       | Antoinette van Saksen-Coburg-Saalfeld (1779-1825)     | Antoinette van Saksen-Coburg-Saalfeld (1779-1825)     | Antoinette van Saksen-Coburg-Saalfeld (1779-1825)  | Antoinette van Saksen-Coburg-Saalfeld (1779-1825)  | Antoinette van Saksen-Coburg-Saalfeld (1779-1825) | Antoinette van Saksen-Coburg-Saalfeld (1779-1825) |                                                              |                                                              | Juliana van Saksen-Coburg-Saalfeld (1781-1860)               | Juliana van Saksen-Coburg-Saalfeld (1781-1860)               | Juliana van Saksen-Coburg-Saalfeld (1781-1860)               | Juliana van Saksen-Coburg-Saalfeld (1781-1860)               | Juliana van Saksen-Coburg-Saalfeld (1781-1860)           | Juliana van Saksen-Coburg-Saalfeld (1781-1860)           |                                                          |                                                          | Ernst I van Saksen-Coburg en Gotha (1784-1844)           | Ernst I van Saksen-Coburg en Gotha (1784-1844)           | Ernst I van Saksen-Coburg en Gotha (1784-1844) | Ernst I van Saksen-Coburg en Gotha (1784-1844) | Ernst I van Saksen-Coburg en Gotha (1784-1844) | Ernst I van Saksen-Coburg en Gotha (1784-1844) |                                              |                                              | Ferdinand George August van Saksen-Coburg-Saalfeld-Koháry (1785-1851) | Ferdinand George August van Saksen-Coburg-Saalfeld-Koháry (1785-1851) | Ferdinand George August van Saksen-Coburg-Saalfeld-Koháry (1785-1851) | Ferdinand George August van Saksen-Coburg-Saalfeld-Koháry (1785-1851) | Ferdinand George August van Saksen-Coburg-Saalfeld-Koháry (1785-1851) | Ferdinand George August van Saksen-Coburg-Saalfeld-Koháry (1785-1851) |                                                       |                                                       | Victoire van Saksen-Coburg-Saalfeld (1786-1861)       | Victoire van Saksen-Coburg-Saalfeld (1786-1861)       | Victoire van Saksen-Coburg-Saalfeld (1786-1861)       | Victoire van Saksen-Coburg-Saalfeld (1786-1861)       | Victoire van Saksen-Coburg-Saalfeld (1786-1861)     | Victoire van Saksen-Coburg-Saalfeld (1786-1861)     |                                                     |                                                     | Leopold I van België (1790-1865)                     | Leopold I van België (1790-1865)                     | Leopold I van België (1790-1865)                     | Leopold I van België (1790-1865)                     | Leopold I van België (1790-1865)                     | Leopold I van België (1790-1865)                     |  |  |  |  |  |  |  |  |  |  |  |  |  |  |  |  |  |  |  |  |  |  |  |  |  |  |  |  |  |  |  |  |  |  |  |  |  |  |  |  |  |  |  |  |  |  |  |  |